# Тереса (телесериал, 1959)
«Тереса» (исп. Teresa) — мексиканская 50-серийная драма 1959 года производства Telesistema Mexicano.

## Сюжет
История рассказывает о красивой и умной молодой женщине, которая доминирует над каждым чувством Марио. Марио решил разыскать своего учителя Эктора де ла Баррера, который предложил ему продолжить учёбу, но его спутница жизни Тереса отговаривает его от этого, вместо него учиться решила пойти сама, влюбившись в Эктора де ла Баррера и окончила на юриста с отличием, но её мать была очень недовольна этим и пыталась разорвать диплом, однако Тереса яростно сопротивлялась и ушла из дома, и сохранила диплом. Спустя какое-то время Эктор де ла Баррера выгнал Тересу из дома из-за того, что Тереса влюбилась в Хосе Антонио.

## Создатели телесериала

### В ролях
- Марикрус Оливьер (†) … Тереза Мартинес
- Альдо Монти (†) … Марио Васкес
- Антонио Браво (†) … Эктор де ла Баррера
- Луис Беристайн (†) … Хосе Антонио Мейер
- Беатрис Агирре (+) … Луиза де ла Баррера
- Грасиэла Дёринг … Аврора Ферральде
- Алисия Монтойя (†) … Жозефина де Мартинес
- Хосе Луис Хименес … Армандо Мартинес
- Маруха Грифель … Крестная мать Терезы
- Андреа Лопес … Монтсеррат Гил
- Фанни Шиллер (†) … Эулалия Вда де Майер
- Антонио Раксель (†) … Мануэль
- Анхелинес Фернандес (†) … Эсмеральда
- Энрике Който
- Гильермо Ривас (†)

### Административная группа
- оригинальный текст: Мими Бечелани.
- режиссёр-постановщик: Рафаэль Банкельс.